# Salgueiro AC
Az Salgueiro Atlético Clube, egy 1972. május 23-án létrehozott brazil labdarúgócsapat. Székhelye Salgueiro. Az országos harmadik osztályban, a Série C-ben és az állami Pernambucano Série A1 küzdelmeiben vesz részt.

## Játékoskeret
2014-től
| # |     | Poszt | Név              |
| - | --- | ----- | ---------------- |
|   | BRA | K     | Gleibson         |
|   | BRA | K     | Luciano          |
|   | BRA | K     | Mondragon        |
|   | BRA | V     | André            |
|   | BRA | V     | Aylton Alemão    |
|   | BRA | V     | Arthur           |
|   | BRA | V     | Cássio Lopes     |
|   | BRA | V     | Daniel           |
|   | BRA | V     | Dinei            |
|   | BRA | V     | Marcos Tamandaré |
|   | BRA | V     | Pery             |
|   | BRA | V     | Ranieri          |
|   | BRA | V     | Ricardo Braz     |
|   | BRA | V     | Salgadinho       |
|   | BRA | KP    | Alexson          |

| # |     | Poszt | Név               |
| - | --- | ----- | ----------------- |
|   | BRA | KP    | Anderson Paraíba  |
|   | BRA | KP    | Caicó             |
|   | BRA | KP    | Diego Paulista    |
|   | BRA | KP    | Moreilândia       |
|   | BRA | KP    | Pio               |
|   | BRA | KP    | Rodolfo Potiguar  |
|   | BRA | KP    | Valdeir           |
|   | BRA | CS    | Everton           |
|   | BRA | CS    | Fabrício Ceará    |
|   | BRA | CS    | França            |
|   | BRA | CS    | Júlio Estevao     |
|   | BRA | CS    | Júnior Juazeiro   |
|   | BRA | CS    | Kanu              |
|   | BRA | CS    | Kiros             |
|   | NGA | CS    | Yerien Esukusiede |